# Hamcearca (gmina)
Hamcearca – gmina w Rumunii, w okręgu Tulcza. Obejmuje miejscowości Balabancea, Căprioara, Hamcearca i Nifon. W 2011 roku liczyła 1393 mieszkańców. 